# Кубашец, Марья
Марья Ку́башец (в.-луж. Marja Kubašec, 7 марта 1890 года, деревня Хасов около Будишина, Саксония, Германия — 13 апреля 1976 года, Будишин, ГДР) — детская лужицкая писательница, переводчица и педагог. Писала на верхнелужицком языке.

## Биография
Родилась 7 марта 1890 года в лужицкой деревне Хасов в окрестностях Будишина. С 1902 года по 1909 год обучалась в педагогическом лицее в Эрфурте. С 1909 года по 1911 год работала учительницей в Дуйсберге, с 1911 года по 1925 год — учительницей в Кроствице. В 1911 году вступила в культурно-просветительскую организацию «Матица сербская». С 1920 года по 1922 год была редактором студенческой газеты «Serbski Student» и с 1920 года по 1923 год была редактором детского журнала «Raj». В 1923 году издала в Будишине своё первое сочинение новеллу «Wusadny». Во время работы в Кроствице написала детские повести «Palčiki w krawcowni», «Palčik w kowarni», «Jank a Hanka», которые издала в 1932 году отдельной книгой под названием «Tři hodowne hry za dźěći». С 1925 года по 1938 год была учительницей в средней школе в деревне Польчницы и с 1946 года по 1952 год — учительницей в Радиборе и Будишине. С 1952 года по 1956 год работала научным сотрудником на Сербских педагогических курсах в Будишине.
Скончалась 13 апреля 1976 года в Будишине.

## Сочинения
- Row w serbskej holi a druhe powědančka, 1949;
- Koło časow, 1950;
- Hwězdy nad bjezdnom, 1960;
- Ptače worakawstwa, 1961;
- Wichor a słónčna pruha, 1961;
- Wandа, 1962;
- Alojs Andricki, 1967;
- Bosćiju Serbinje, историческая трилогия (1963, 1964, 1967);
- Lěto wulkich wohenjow, 1970;
- Nalětnje wětry, 1978.

## Награды
- Лауреат премии имени Якуба Чишинского (1962).
- Лауреат литературной премии «Домовина» (1966);
- Медаль имени Йоганнеса Бехера (1975).